# Metagenész (knósszoszi építész)
Metagenész (Kr. e. 6. század) görög építész.
A krétai Knósszoszból származott, Khersziphrón fia volt. Folytatta az Epheszoszi Artemisz-templom építését, amit apja kezdett el. A gerendázat felépítésének nehézségeit sikeresen megoldva komoly hírnevet szerzett magának. Dicsérték az apa és a fiú technikai tudását is, mert a templomhoz szükséges óriási szobrokat és kőgerendákat a kőbányából, amelyhez út híján kocsival nem férhettek, hengereken szállították az építkezés helyszínére. Vitruvius Pollio tesz említést róla.